# تپه خرمالگه
تپه خرمالگه در شهرستان خرم‌آباد، بخش پاپی، دهستان کشور، ۲ کیلومتری شمال شرق روستای سراب خانی واقع شده و این اثر در تاریخ ۲۸ اسفند ۱۳۸۵ با شمارهٔ ثبت ۱۸۵۷۰ به‌عنوان یکی از آثار ملی ایران به ثبت رسیده است.